# Olavi Saarinen
Olavi Johannes Saarinen, född 18 oktober 1923 i Dragsfjärd, död 30 november 1979 i Helsingfors, var en finländsk fackföreningsman och politiker. 
Saarinen var funktionär i Affärsarbetarförbundet 1945–1960, därefter generalsekreterare i Finlands Fackföreningars Centralförbund (FFC) 1960–1966 och ordförande i FFC:s svenska sekretariat 1959–1969. Han var socialminister 1962–1963, satt i Finlands riksdag 1966–1970 och var partisekreterare i Arbetarnas och småbrukarnas socialdemokratiska förbund (ASSF) 1969–1973. Han var en av de få medlemmarna av ASSF som aldrig återvände till moderpartiet. Han var ordförande i Arbetarnas Idrottsförbund i Finland (AIF) 1967–1971.

## Utmärkelser
- Kommendörstecknet av Finlands Lejons orden[1]
- Frihetsmedaljens 1. klass[1]

[Redigera Wikidata]